# Toesjemljacultuur
De Toesjemljacultuur, ook Bantserovsjtsjinacultuur,  (Russisch: Тушемлинская-банцеровская культура) is een Oost-Baltische archeologische cultuur van de late ijzertijd-vroege middeleeuwen (4e-7e eeuw) in de oblasten Vitebsk, Minsk en Mogiljov van Midden- en Noord-Wit-Rusland en de Russische oblast Smolensk. De cultuur werd voor het eerst beschreven in de jaren vijftig van de 20e eeuw door Tretjakov en Schmidt. In de jaren zestig concludeerde Mitrofanov dat Midden- en Noord-Wit-Rusland, samen met de oblast Smolensk, één cultureel en archeologisch geheel vormden.
De cultuur ging direct vooraf aan de vestiging van de Slavische Krivitsjen in dit gebied. Ze ontwikkelde zich op basis van de eerdere Dnjepr-Dvinacultuur en de geborsteldkeramiekcultuur als resultaat van een instroom van dragers van de Kievcultuur.
De naam is afgeleid van de rivier Toesjemlja en de gelijknamige nederzetting aan de oever in de buurt van het dorp Mokrjadino in het district Potsjinkovski van de oblast Smolensk, en van het Wit-Russische dorp Bantserovsjtsjina nabij Minsk.

## Nederzettingen
Naast de onbevestigde nederzettingen bouwde men vluchtburchten ofwel gords.  Aan het einde van het bestaan van de cultuur werden deze door brand verwoest. De Toesjemlja-gorodisjtsje was een ovaal gebied van ongeveer 800 m², gelegen op een kaap begrensd door twee ravijnen. Langs de omtrek werd het beschermd door twee aarden wallen met houten palissaden erop, met aan de binnenzijde nog drie greppels, eveneens met pallisaden. Aan de binnenkant bevond zich dicht bij de muren een lang houten gebouw met een zadeldak van 4-4,5 m breed, door scheidingswanden in zeven of acht kamers verdeeld. In het midden van sommige kamers bevonden zich met stenen bekleedde haarden, de andere werden voor huishoudelijke werkzaamheden gebruikt. Binnen de omheining van de nederzetting was er aan het einde van de binnenplaats een heiligdom. In het midden van de kaap bevond zich een rond platform met pilaren langs de rand en een grote pilaar in het midden, vermoedelijk voor het belangrijkste idool. Dit heiligdom behoorde tot de middelste fase van het bestaan van de nederzetting (3-4e eeuw), in de latere culturele fase was het verdwenen. De dichtstbijzijnde analogie van de heiligdommen binnen de nederzetting is het heiligdom dat in de 10e eeuw door Ibn Fadlan werd beschreven.

## Economie
De bevolking hield zich bezig met landbouw en veeteelt.
De ijzersmederij ontwikkelde zich. In de nederzettingen was men bezig met de productie van ijzer en het maken van gereedschappen. De Toesjemlja-stammen kenmerkten zich door talrijke ijzeren werktuigen, sikkels van verschillende vormen met haken, bijlen met smalle bladen, messen met rechte rug, paardenbits, driebladige pijlpunten, bladvormige speerpunten, enz.